# Santa Gertrudis Miramar

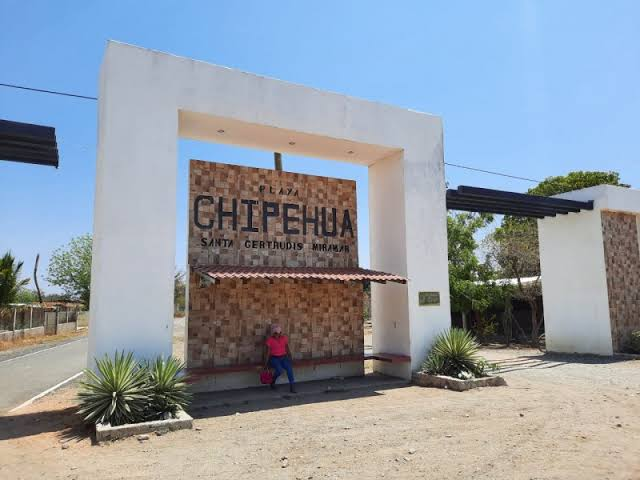
Entrada a Santa Gertrudis Miramar

Santa Gertrudis Miramar es una población del estado mexicano de Oaxaca, localizada en el municipio de Santo Domingo Tehuantepec y en el istmo de Tehuantepec. Tiene el carácter de localidad de Santo Domingo Tehuantepec.

## Turismo
En la localidad se encuentra Ensenada Chipehua una playa única en el estado de Oaxaca, debido a sus dunas de arena blanca bañadas por el azul del océano pacífico, en donde también se encuentra una bañera de agua salada, provocada por una filtración del agua de mar en el subsuelo de la playa. 
Está playa es un destino reconocido en el estado por su belleza, simplicidad y por la escasez de la intervención humana que la comunidad ha sabido conservar desde su descubrimiento, haciendo eventos ecológicos y de preservación de la zona.

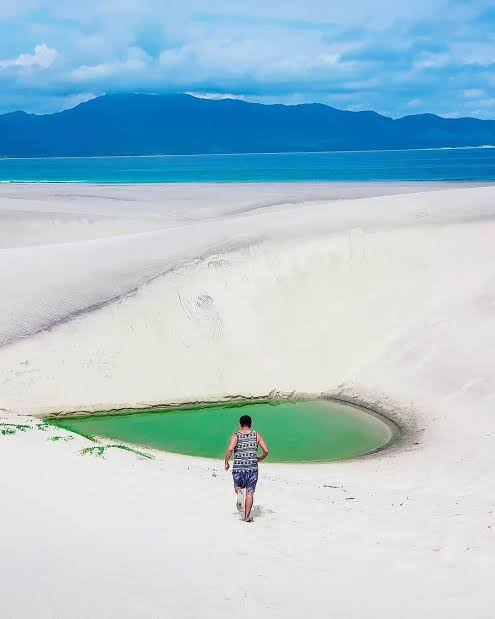
Panorama de Ensenada Chipehua

.

## Ubicación
La localidad se ubica en la parte sureste del municipio sobre la carretera costera Salinas Cruz-Huatulco, a 33 km de la cabecera municipal. En las coordenadas geográficas 16°3′48″N 95°23′31″O / 16.06333, -95.39194.